# Heshi, Guangdong
Heshi  är en köping i sydöstra Kina. Den ligger i Longchuan härad i staden Heyuan i provinsen Guangdong, omkring 230 kilometer nordost om provinshuvudstaden Guangzhou. Antalet invånare är 18 756. Befolkningen består av 9 618 kvinnor och 9 138 män. Barn under 15 år utgör 21,0 %, vuxna 15-64 år 65 %, och äldre över 65 år 12,0 %.